# Jamie O’Hara (Fußballspieler)
Jamie Darryl O’Hara (* 25. September 1986 in Dartford, England) ist ein englischer Fußballspieler. Er spielt im zentralen Mittelfeld, wurde aber auch schon als linker Verteidiger oder im linken Mittelfeld eingesetzt.

## Vereinskarriere

### Tottenham Hotspur
Jamie O’Hara begann das Fußballtraining in der Arsenal Nachwuchsakademie, bevor er 2003 zur Nachwuchsakademie von Tottenham Hotspur wechselte.
In der Saison 2004/05 wurde Jamie O’Hara in jedem Spiel des FA Youth Cup eingesetzt, wobei er ein Tor gegen den FC Everton erzielte. Am 13. Januar 2006 wurde Jamie O’Hara für 3 Monate an den FC Chesterfield ausgeliehen. Sein Debüt gab er dort am 14. Januar 2006 bei einem 1:1 gegen die Doncaster Rovers. Am 24. August 2007 wurde Jamie O’Hara an den FC Millwall ausgeliehen. Nach seiner Rückkehr zu Tottenham Hotspur gab er sein Debüt als Einwechselspieler am 15. Dezember 2007 gegen den FC Portsmouth. Sein erstes Spiel über die volle Zeit spielte er am 22. Dezember 2007 gegen den FC Arsenal.
Am 21. Februar 2008 erzielte Jamie sein erstes Tor für Tottenham in der UEFA-Cup-Partie gegen Slavia Prag. Sein erstes Premier-League-Tor erzielte er am 22. März 2008 in der Partie gegen den FC Portsmouth. Am Ende der Saison 2007/08 unterschrieb O’Hara einen neuen Dreijahresvertrag mit Tottenham Hotspur bis 2011. Während der Premier League 2009/10 durchlief er zwei Leihphasen beim FC Portsmouth. Nachdem die erste von Ende August 2009 bis Ende Januar 2010 andauerte, einigten sich die Klubs nach kurzer Unterbrechung darauf, dass O’Hara die Saison bei „Pompey“ auch beendete.

### Wolverhampton Wanderers
Am 30. Januar 2011 gab Tottenham Hotspur bekannt, dass O’Hara bis zum Ende der Saison 2010/11 an die Wolverhampton Wanderers ausgeliehen wird. Nach Ablauf der Premier League 2010/11 unterschrieb er einen Fünfjahresvertrag in Wolverhampton und wechselte für 5 Mio. Pfund Ablöse den Verein.